# Skradin
Skradin (Italiaans: Scardona; Oudgrieks: Σκάρδων) is een stad in de Kroatische provincie Šibenik-Knin.
Microsoft's oprichter Bill Gates heeft Skradin als zijn favoriete vakantiebestemming genoemd in Forbes Magazine. Hij bezoekt Skradin elk jaar.
Skradin telt 3986 inwoners. Het ligt in de buurt van de rivier de Krka en bij de ingang van het Nationaal Park Krka, op 17 km (11 mijl) van Šibenik en op 100 km (62 mijl) van Split. De belangrijkste attractie van het park, Slapovi Krke, is een reeks watervallen, waarvan de grootste, Skradinski buk, is vernoemd naar Skradin.

## Geschiedenis
Skradin was een Liburnische stad, genaamd Scardon (Oudgrieks: Σκάρδων). Later werd het een Romeinse stad (Scardona in het Latijn), als het administratieve en militaire centrum van de regio. Het werd vernietigd tijdens de migratieperiode en werd vanaf de 9e eeuw bewoond door Kroaten. Tijdens de 10e eeuw was het een van de versterkte steden in Kroatië, als het centrum van de Skradin županija.

### Skradin onder Šubić-heerschappij
In de late 13e en vroege 14e eeuw bloeide Skradin op als de hoofdstad van de Šubić-bans, Paulus I en Mladen II. De Šubić's bouwden het Turina-fort op de heuvel met uitzicht op de haven van Skradin. Ze verhief de nederzetting onder het fort tot een vrije stad, waarna het ook een commune werd en een eigen statuut en bestuur kreeg. Ze verrijkten de stad verder door de bouw van verschillende rijkelijk bedeelde kloosters die de dominicanen, franciscanen en andere christelijke ordes huisvestten.

### Verval en Ottomaanse verovering
Tussen 1522 en 1684 werd het geregeerd door het Ottomaanse Rijk, dan weer tot 1794 door de Republiek Venetië. In oktober 1683 nam de bevolking van Venetiaans Dalmatië, voornamelijk Uskoks van Ravni kotari, de wapens op en samen met de rayah (lagere klasse) van de Ottomaanse grensgebieden kwam in opstand en nam Skradin, Karin, Vrana, Benkovac en Obrovac in. Later werd het bezet door Napoleon als onderdeel van het Franse keizerrijk, toen Oostenrijk-Hongarije. Na verloop van tijd verloor het zijn belang als het centrum van de regio, dat verschoof naar Šibenik, en dus stagneerde het - het bisdom Skradin werd verlaten in 1828.
Steden (gradovi): Šibenik · Drniš · Knin · Skradin · Vodice

Gemeenten (općine): Bilice · Biskupija · Civljane · Ervenik · Kijevo · Kistanje · Murter-Kornati · Pirovac · Primošten · Promina · Rogoznica · Ružić · Tisno · Tribunj · Unešić